# Мариборський замок
Мариборський замок — єдина вціліла з трьох фортець, які захищали в середньовіччі словенське місто Марибор. Три оборонні фортеці були побудовані в XV столітті — для захисту міста від турецьких вторгнень. Завдяки їм Марибор успішно витримав облоги османських військ 1532 та 1683 року.

## Архітектура
Імператор Фрідріх III, за чиїм наказом будувалися фортеці, був не тільки розважливий і розумний, він також мав славу досить романтичної людини. Тому фортеця Марибор, виглядає як гарний і таємничий феодальний замок. Побудований в готичному стилі, за п'ять століть замок неодноразово добудовувався і перебудовувався. Сьогодні це комплекс найкрасивіших будівель в абсолютно різних архітектурних стилях. Так, один з бастіонів на території замку був зведений в середині XVI століття в стилі ренесанс. Недалеко від нього є церква Лоретан в стилі бароко з вражаючим величезним вівтарем і фантастичними стінами і стелями, розписаними різноманітними фресками відомих художників XIV століття. Незважаючи на те, що тепер уже складно визначити його архітектурний стиль, замок, більше схожий на палац, є самим значним твором зодчества в місті.
Значний зовні, всередині він ще більш вражає розкішшю інтер'єрів. Розписи стелі зображують бій християн з турками, стіни щедро оздоблені ліпними прикрасами. Головним в замку вважається Фестивальний зал, багато декорований різьбленням і фресками. Колись він був місцем прийому важливих гостей, сьогодні тут іноді проводять урочисті заходи
Замком завжди володіли найбагатші і найзнатніші сім'ї міста. У XIX столітті збіднілі нащадки дворянського роду не змогли його утримувати і продали державі. Наразі це найвідвідуваніший туристичний об'єкт міста. Сюди приїжджають, щоб зануритися в середньовічну атмосферу найзагадковішого замку Словенії, дізнатися все його легенди і незвичайні історії, піднятися на оглядовий майданчик, щоб помилуватися навколишніми ландшафтами. А також відвідати музей, який представляє цілу серію різноманітних колекцій одягу та обмундирування різних епох.